# Allan Lalín
Allan Moisés Lalín Pérez (Tegucigalpa, 5 gennaio 1981) è un calciatore honduregno, attaccante del Real España.